# 南柯記

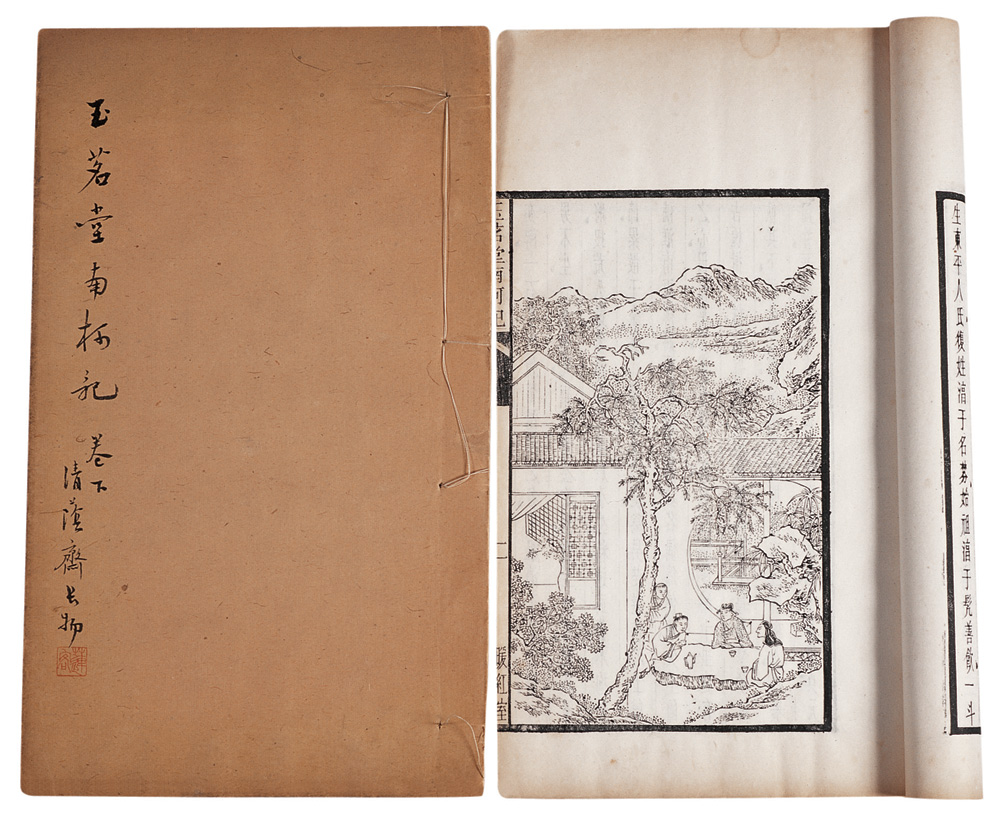
玉茗堂《南柯记》

《南柯記》是明朝萬曆年間的傳奇劇本，為湯顯祖「臨川四夢」（亦稱「玉茗堂四夢」）系列作品之一，完成於1600年（萬曆二十八年）。此劇改編自唐代李公佐所著唐傳奇《南柯太守傳》，全劇共44齣，透過夢境與現實交織的寓言手法，探討權力、慾望與佛教「空性」哲學。
劇情講述唐朝東平遊俠淳于棼於宅邸古槐下醉臥，夢入「槐安國」被招為駙馬，出任南柯郡太守二十載，期間與瑤芳公主婚育五子二女，施行仁政使百姓安居。後因公主病逝、政敵誣陷而失勢，遭流放返鄉，夢醒後發現所謂王國實為槐樹下蟻穴。結局融入禪宗思想，淳于棼經契玄禪師點化出家，呼應湯顯祖晚年對佛教思想的追求。
該劇在崑曲演出史上有重要地位，清代乾隆年間被收入《綴白裘》選集的折子戲包括〈花報〉〈瑤台〉等齣。現代學者關注其對明代政治的隱喻，如1999年香港大學華瑩教授分析劇中「蟻國」象徵官僚系統的虛幻本質（《東方文化》第37卷）。據《明史藝文志》記載，明代另有車任遠《南柯夢》雜劇，但已失傳，湯顯祖版本成為現存最完整改編。

## 现存版本
- 明万历间玉茗堂刊本
- 明万历间唐振吾刊本
- 明末汲古阁原刊本
- 《古本戏曲丛刊初集》本影印万历间刊本。

## 相關影視
- 画壁